# Sidi Bibi
Sidi Bibi (en àrab سيدي بيبي, Sīdī Bībī; en amazic ⵙⵉⴷⵉ ⴱⵉⴱⵉ) és una comuna rural de la província de Chtouka-Aït Baha, a la regió de Souss-Massa, al Marroc. Segons el cens de 2014 tenia una població total de 39.042 persones.